# خندان‌ماهی‌خورک شکم‌حنایی
خندان‌ماهی‌خورک شکم‌حنایی (Dacelo gaudichaud) که در اصل به نام خندان‌ماهی‌خورک گائودیشاد به نام گیاه‌شناس فرانسوی، چارلز گائودیشاد-بوپره، شناخته می‌شد، گونه‌ای از خندان‌ماهی‌خورک است که به‌طور گسترده در جنگل‌های پست گینه نو پراکنده است.